# Ресту, Дениз
Дениз Ресту (фр. Denise Restout; 24 ноября 1915, Париж — 9 марта 2004, Лейквилл, штат Коннектикут) — франко-американская клавесинистка, музыковед, переводчик и педагог, ассистент и компаньонка Ванды Ландовской.

## Биография
Училась в Школе прикладного искусства в Париже, затем в Парижской консерватории. В 1933 г. начала заниматься игрой на клавесине под руководством Ландовской, затем была ассистентом в её классе, играла партию второго клавесина (basso continuo) в ходе совместных выступлений. С началом Второй мировой войны бежала вместе с Ландовской через Лиссабон в Нью-Йорк и в дальнейшем оставалась рядом с Ландовской до самой её смерти.
После смерти Ландовской в 1959 г. Дениз Ресту преподавала теорию и практику клавирного искусства эпохи барокко и XVIII века в различных музыкальных заведениях, в том числе в Консерватории Пибоди. В поздние годы была также органисткой католической церкви Святой Марии в городке Лэйквилл.
Ресту перевела на английский язык с французского первую книгу Ландовской «Старинная музыка» (фр. Musique ancienne), составила, отредактировала и перевела сборник статей и писем «Ландовска о музыке» (англ. Landowska on music; 1964).